# Anthony Evans
Anthony Evans (* 27. Mai 1969 in Orbost) ist ein ehemaliger australischer Skilangläufer.

## Werdegang
Sein internationales Debüt gab Evans, der für den Cooma Ski Club startete, gab sein internationales Debüt im Rahmen des Skilanglauf-Weltcup am 7. Dezember 1991. Über 10 km im klassischen Stil sowie über 25 km am Folgetag verpasste er dabei im kanadischen Silver Star als 56. und 63. deutlich die Punkteränge.
Drei Monate später startete er für Australien bei den Olympischen Winterspielen 1992 in Albertville. Nach einem schwachen 54. Platz über 30 km belegte er im Einzel über 10 km den 37. Platz. In der darauffolgenden Verfolgung über 25 km verlor er zwei Plätze und kam als 39. ins Ziel. Sein bestes Resultat erreichte er mit Rang 34 im abschließenden Rennen über 50 km.
Im Dezember 1992 und Januar 1993 startete Evans erneut im Weltcup, verpasste aber in Ramsau am Dachstein, im Val di Fiemme sowie in Ulrichen erneut deutlich die vorderen Platzierungen und blieb damit auch weiterhin ohne einen Weltcup-Punkteerfolg. Trotz dieses Misserfolgs startete er bei der folgenden Nordischen Skiweltmeisterschaft 1993 im schwedischen Falun. Sein bestes Ergebnis erreichte er dabei bereits im ersten Rennen über 30 km mit dem 48. Platz.
Nach weiteren Starts im Weltcup, bei denen Evans wie auch zuvor ohne Punktgewinn blieb, ging er auch bei den Olympischen Winterspielen 1994 für Australien an den Start. Dabei erreichte er erneut im Abschlussrennen über 50 km sein bestes Resultat und kam als 47. ins Ziel. Im August 1994 und im August 1995 startete Evans bei FIS-Rennen in seiner Heimat Australien und feierte dabei neben einem Sieg auch drei weitere dritte Plätze. Ein weiteres Jahr später gelang ihm in Perisher Valley ein Sieg im Skilanglauf-Continental-Cup.
Jedoch gelang Evans auch im Winter 1996/97 nicht der internationale Durchbruch im Weltcup. Lediglich im Continental Cup feierte er in Hudiksvall erneut einen Punkteerfolg. Bei der folgenden Nordischen Skiweltmeisterschaft 1997 im norwegischen Trondheim erreichte er mit dem 36. Platz über 10 km im klassischen Stil sein bestes Ergebnis. Im Sommer gewann Evans erneut ein FIS-Rennen im australischen Falls Creek.
Im Januar 1998 erreichte er mit Rang 37 in Ramsau sein bestes Weltcup-Einzelresultat in seiner Karriere. Jedoch reichte dies erneut nicht für einen Weltcup-Punkt. Mit dem Start bei den Olympischen Winterspielen 1998 in Nagano startete er zum dritten Mal bei Olympia. Jedoch konnte er auch bei dieser letzten olympischen Teilnahme nicht auf vordere Plätze laufen. Mit einem Start beim Weltcup in Falun am 11. März 1998 startete Evans vorerst zum letzten Mal auf internationaler Ebene.
Im August 2002 ging Evans noch einmal im Continental Cup an den Start und erreichte in Perisher Valley zwei fünfte Plätze. 2007 startete er noch einmal und wurde an gleicher Stelle Zweiter über 10 km.

## Erfolge

### Weltcup-Statistik
Die Tabelle zeigt die erreichten Platzierungen im Einzelnen.
- 1.–3. Platz: Anzahl der Podiumsplatzierungen
- Top 10: Anzahl der Platzierungen unter den ersten zehn
- Punkteränge: Anzahl der Platzierungen innerhalb der Punkteränge
- Starts: Anzahl gelaufener Rennen in der jeweiligen Disziplin
- Hinweis: Bei den Distanzrennen erfolgt die Einordnung gemäß FIS.

| Platzierung         | Distanzrennen a | Distanzrennen a | Distanzrennen a | Distanzrennen a | Distanzrennen a | Skiathlon Verfolgung | Sprint | Etappen- rennen b | Gesamt | Team c | Team c  |
| Platzierung         | ≤ 5 km          | ≤ 10 km         | ≤ 15 km         | ≤ 30 km         | > 30 km         | Skiathlon Verfolgung | Sprint | Etappen- rennen b | Gesamt | Sprint | Staffel |
| ------------------- | --------------- | --------------- | --------------- | --------------- | --------------- | -------------------- | ------ | ----------------- | ------ | ------ | ------- |
| 1. Platz            |                 |                 |                 |                 |                 |                      |        |                   |        |        |         |
| 2. Platz            |                 |                 |                 |                 |                 |                      |        |                   |        |        |         |
| 3. Platz            |                 |                 |                 |                 |                 |                      |        |                   |        |        |         |
| Top 10              |                 |                 |                 |                 |                 |                      |        |                   |        |        |         |
| Punkteränge         |                 |                 |                 |                 |                 |                      |        |                   |        |        |         |
| Starts              |                 | 5               | 7               | 5               | 1               |                      |        |                   | 18     |        |         |
| Stand: Karriereende |                 |                 |                 |                 |                 |                      |        |                   |        |        |         |

## Privates
2001 heiratete Evans die niederländische Eisschnellläuferin Carla Zijlstra. Er lebt mit ihr in Jindabyne und hat zwei Töchter.